# Kazincbarcika alsó megállóhely
Kazincbarcika alsó megállóhely egy Borsod-Abaúj-Zemplén vármegyei vasúti megállóhely Kazincbarcika településen, a MÁV üzemeltetésében. A város belterületének északkeleti szélén helyezkedik el, közvetlenül a 2606-os út vasúti keresztezése mellett.

## Története
1881-ben átrakó létesült a rudabányai keskeny nyomközű vonal számára Barczikán.

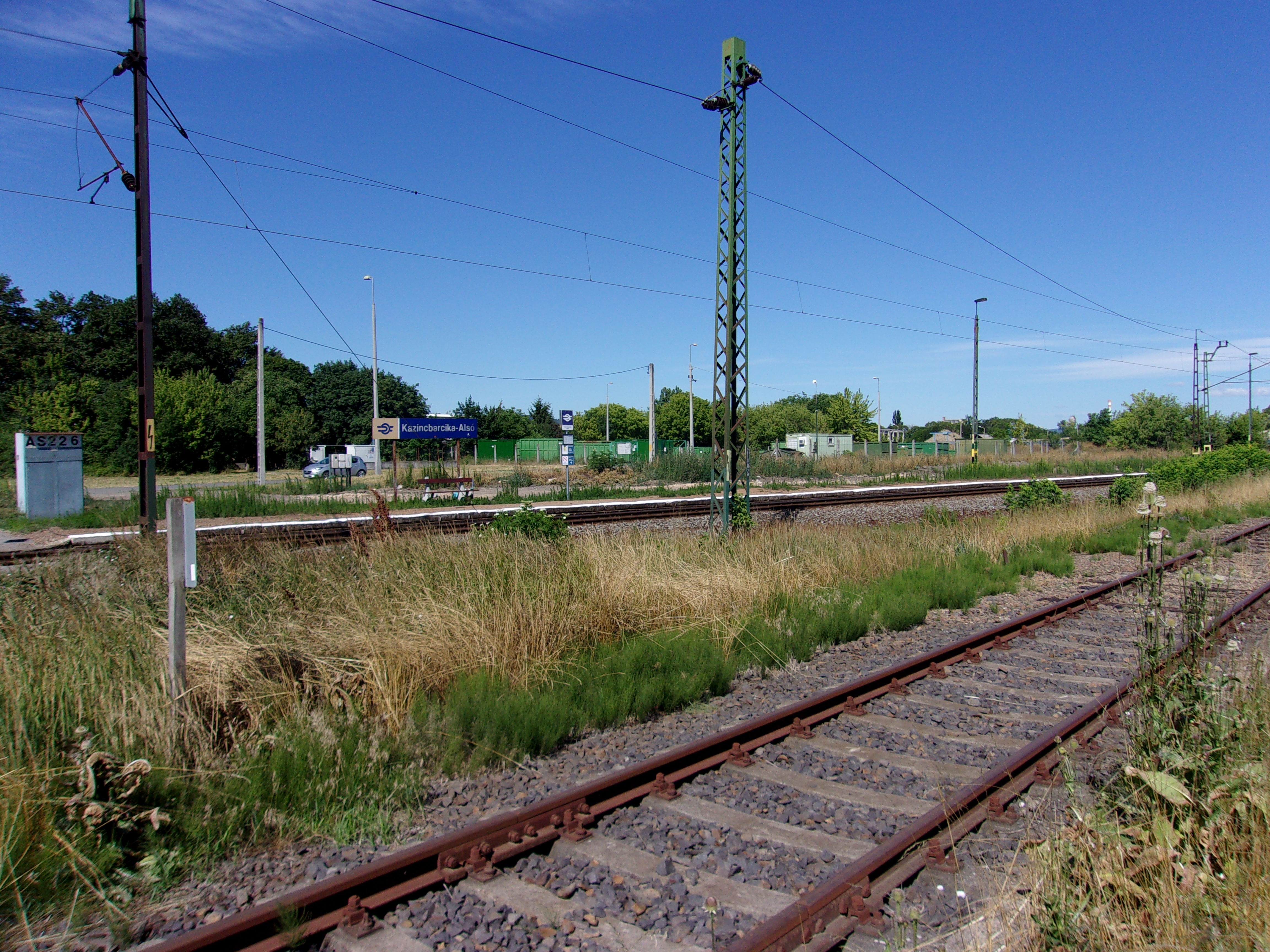
A megállóhely 2022-ben

1924-ben – az akkori Országos Cégjegyzékben – Sajókazincbánya mh. néven szerepelt. Az 1930-as években Bánrévéig az állomásai közé tartozott Sajókazincz megállóhely.
1954 után a Kazincbarcika alsó megállóhely névre nevezték át. A megállóhelyet 1955. július 1-jén eredeti helyéről áthelyezték.
A vasútállomás jegypénztár nélküli, nincs jegykiadás.

## Vasútvonalak
A megállóhelyet az alábbi vasútvonalak érintik:
- Miskolc–Bánréve–Ózd-vasútvonal

## Kapcsolódó állomások
A megállóhelyhez az alábbi állomások vannak a legközelebb:
- Berente megállóhely (Miskolc–Bánréve–Ózd-vasútvonal)
- Kazincbarcika vasútállomás (Miskolc–Bánréve–Ózd-vasútvonal)

## Megközelítés tömegközlekedéssel
- Helyközi busz:  3769, 3772, 4040, 4041, 4043, 4044, 4069, 4070, 4075, 4078, 4079, 4080, 4081, 4082, 4083, 4084

## Forgalom
| Járat        | Útvonal | Gyakoriság   |
| ------------ | --- | ------------ |
| személyvonat | Miskolc-Tiszai – Miskolc-Gömöri – Sajóecseg – Sajószentpéter – Kazincbarcika alsó – Kazincbarcika – Sajókaza – Vadna – Dubicsány – Putnok – Pogonyipuszta – Bánréve – Bánrévei Vízmű – Ózd alsó – Ózd | Napi 2 pár   |
| személyvonat | Miskolc-Tiszai – Miskolc-Gömöri – Sajókeresztúr – Sajóecseg – Sajószentpéter – Kazincbarcika alsó – Kazincbarcika – Putnok – Bánréve – Ózd alsó – Ózd                                                 | 1-2 óránként |